# 1-инданон
1-Инданон — органическое вещество с формулой C6H4(CH2)2CO. Один из двух изомеров безоциклопентанона, другой — 2-инданон. Бесцветное твердое вещество. 1-инданон является субстратом для фермента инданолдегидрогеназы.

## Cинтез
Синтезируется из индана или индена. Также может быть получен циклизацией фенилпропановой кислоты.